# Santa Francesca Romana
Santa Francesca Romana, tidigare benämnd Santa Maria Nova, är en kyrkobyggnad i Rom, helgad åt den heliga Franciska av Rom. Kyrkan är belägen vid Forum Romanum i Rione Campitelli. Den byggdes om 1615 med en fasad av Carlo Lombardi.